# Гегендорф
Гегендорф (нім. Hägendorf) — громада  в Швейцарії в кантоні Золотурн, округ Ольтен.

## Географія
Громада розташована на відстані близько 55 км на північний схід від Берна, 28 км на північний схід від Золотурна.
Гегендорф має площу 13,9 км², з яких на 15,1% дозволяється будівництво (житлове та будівництво доріг), 26,6% використовуються в сільськогосподарських цілях, 58,1% зайнято лісами, 0,1% не є продуктивними (річки, льодовики або гори).

## Демографія
2019 року в громаді мешкало 5140 осіб (+12,6% порівняно з 2010 роком), іноземців було 23,8%. Густота населення становила 369 осіб/км².
За віковим діапазоном населення розподілялося таким чином: 21,1% — особи молодші 20 років, 60,5% — особи у віці 20—64 років, 18,4% — особи у віці 65 років та старші. Було 2153 помешкань (у середньому 2,4 особи в помешканні).
Із загальної кількості 3144 працюючих 33 було зайнятих в первинному секторі, 883 — в обробній промисловості, 2228 — в галузі послуг.
В Гегендорфі розташований геологічний заповідник Ущелина диявола.